# 土壌有機物
土壌有機物（どじょうゆうきぶつ、英: Soil organic matter、略称: SOM）は、土壌中に存在する有機物である。主に植物残渣や動物残渣、微生物細胞、およびそれらの分解物である。植物残渣には根の破片、剥脱した根細胞、根からの分泌物、落葉、枯死した植物体の小片が含まれる。植物から脱落して表層に留まっている植物資源（落葉など）や動植物の遺骸そのものは、一般に土壌有機物の一部と見なされない。

## 重要性と影響
土壌有機物は土壌の物理的・化学的・生物的性質や土壌肥沃度、さらには生態系サービスに良い効果をもたらす。このため、土壌の特性や質（例えば土壌肥沃度）の指標の一つとなる。
土壌有機物の有益な効果は、様々な土壌の要素（土壌構造、凝集性、保水性、土壌生物の多様性、汚染物質に対する吸着性と保持性、緩衝能、植物栄養素の循環と貯蔵の状況）と複雑かつ相互に作用し合う。
土壌有機物による土壌の改善効果の例を以下に示す。

### 土壌の物理的性質への効果
- 団粒構造の形成促進
- 通気性の向上
- 土壌の侵食の緩和
- 排水性や保水性の向上
- 比熱の増加
- 地熱の上昇

### 土壌の化学的性質への効果
- 無機イオンの保持。カリウムや硝酸と行った土壌の無機イオンは植物の栄養となる。土壌有機物がない土壌では無機イオンは容易に地下や他の場所へと流失する。
- 土壌鉱物からの無機イオンの引き離し。土壌鉱物は一般的に負に帯電しており、陽イオンを吸着する。土壌有機物は土壌鉱物とカチオン交換の場でもあり、植物の栄養素、特に窒素(N)、リン(P)、硫黄(S)、および微量元素を土壌粒子から引き離す。
- 有害な人工有機物の捕獲と不活性化
- 汚染物質の無毒化
- プロトンの供与

### 生物的性質への効果
- 多種多様な微生物への長期的かつ安定的な栄養素の供給
- 病原微生物の成長阻害
- 植物の生育促進。土壌有機物が微生物の作用により徐々に分解されると、これらの栄養素は徐々に放出される。したがって、土壌有機物の含量と土壌肥沃度との間には有意な相関がある。

### 炭素循環への役割
土壌は地球規模で炭素循環に大きく関わり、特に土壌有機物が大きな役割を果たす。地球全体での土壌の炭素の蓄積は2,500ギガトンと推定されている。これは、大気（750ギガトン）の3.3倍、生物（560ギガトン）の4.5倍である。そのうち、土壌有機物は通常58%のCを含むと推定されており、地球全体で約1,550ギガトンの炭素が土壌有機物に含まれている。これら炭素を土壌有機炭素（soil organic carbon：SOC）という。土壌の全炭素量の残りは土壌無機炭素（soil inorganic carbon：SIC）である。
土壌有機物は土壌有機炭素と同義な用語としてしばしば使用され、測定された土壌有機炭素の含有量はしばしば土壌有機炭素の含有量の指標として用いられる。
土壌有機物のC含量は大きく変化することが知られている。しかしながら、土壌であれ大気であれ生物であれ、有機炭素の絶対量は増減を繰り返しつつも動的平衡にある。一時的な土壌炭素の増減は、外部の影響に応じて生じる。土壌に有機物が大量に供給されると、土壌は大気への温室効果ガスの供給源になり得る。逆に有機物が土壌から大量に減少すると、土壌は炭素を隔離する貯蔵庫になり得る。

## 量
土壌有機物は一般的に、ほとんどの畑土壌で土壌重量の1-6%（w/w）である。最上部の土層において有機物含量が1%未満の土壌はほぼ砂漠地帯に限られるが、低湿潤地域の土壌の有機物含量は90%にも上ることがある。12-18%の有機物を含む土壌は、一般的に有機土壌に分類される。

## 種類
広義の土壌有機物は、土壌中に存在するすべての有機物である。これは生物（バイオマス）と非バイオマスに大きく分けられる。生物は全体の5%であり、そのうち10%程度が植物の根、30%程度が小動物、残りは微生物である。一方、非生物は土壌に95%以上ある。そのうち、未分解または分解不十分な植物資源（落葉・落枝など）が20%程度、化学的に同定可能な有機化合物が30%程度である。この30%の有機化合物の例を以下に示す。
- セルロースやヘミセルロースなどの、植物由来の多糖類 - 同定可能な有機化合物画分の大半はこれである。
- 植物由来の難分解性物質（リグニン、ロウ） - 他の物質と比べて高確率で、あまり変質せずに土壌中に残留する。
- 生物由来の窒素化合物（ポリアミン、ペプチドグリカン、核酸、キチン） - 単体では微生物によって早く分解されやすいが、難分解性有機物と化学反応して化合し、早期の生分解を免れる。
- 生物由来のリン化合物（フィチン酸、ATP、リン脂質）

非生物画分の残り50%程度/以上は通常の有機化学の手法では分画や同定が困難な有機化合物（腐植物質）である。土壌中の多糖類も腐植物質に含めることもある。なぜなら、土壌の多糖類は遊離の存在ではなく、腐植物質と強く会合したり、共有結合したりしているためである。
土壌有機物の意味は統一されていない。前述したように、広義の土壌有機物は、生物も含めた土壌中の全有機物である。Kononovaは生物を土壌有機物に含めず、土壌有機物を動植物遺体とその分解産物、微生物による再合成産物、および腐植物質と定義した。

### 腐植物質
腐植物質とは、通常の有機化学分析では同定できない土壌有機物の総称である。腐植物質には、土壌中の暗色ないし黒色な有機物の総称という意味もあるが、これは前述の定義の物質と必ずしも一致しない。
腐植物質の形成過程を以下に示す。植物残渣が分解されると、難分解性の物質が形成される。まず、改質リグニン、油、脂質、ワックスが現れる。次にポリサッカライド（多糖類）やポリウロニドなどが合成される。これらの産物と、タンパク質といった窒素化合物が化学反応し、植物残渣中の窒素やその他の植物栄養素は取り込まれて無機化を回避する。以上の物質群が混合し、化合して腐植物質が現れる。

#### 腐植物質の分類
腐植物質は酸と塩基に対する溶解度に基づいて3つの物質群に分類される。一つの土壌からこれら物質群を分離することができるが、各画分は単一の物質ではなく、様々な有機化合物の混合物である。
- フルボ酸 - 酸と塩基の両方に可溶なグループである。最も分子量が低い。腐植質の中では微生物に分解されやすい。
- フミン酸（腐植酸） - 塩基に可溶で酸に不溶なグループ。中程度の分子量と中程度の難分解性を有する。
- フミン質（腐植素） - 酸にも塩基にも溶けない。分子量は最も高く、色は最も暗い。腐植物質の中で最も難分解性である[13]。

現在用いられている分離手法は以下の通りである。落葉・落枝など粗大な有機物を除去した後、土壌に0.1 mol/L水酸化ナトリウム溶液を加える。このとき、水酸化ナトリウム溶液に溶けなかったものはフミン質である。次に、溶出液を塩酸で強酸化させる。このとき、沈殿をフミン酸、上清の画分をフルボ酸とする。各画分（特にフミン質）には鉱物微粒子などの無機物が混入しているので、研究に用いる場合、フッ化水素酸で処理して無機物を除く。
上記の標準法では水酸化ナトリウム溶液を用いるが、同濃度のピロリン酸ナトリウム溶液を用いることもある。ピロリン酸イオンはアルミニウムイオンと水溶性で安定的な錯体を形成するため、腐植酸に結合したアルミニウムイオンを効率的に除去できるようにする。このため、水酸化ナトリウム溶液より低いpHでも腐植酸を効率よく抽出することができる。

#### 金属イオンの保持と運搬
フルボ酸やフミン酸は多数のカルボキシル基を持つ。これらカルボキシル基は、植物や微生物にとって必須な無機栄養素と安定な錯体を形成する。土壌中ではこの基の大部分がアルミニウムイオンや鉄イオンなどと結合しており、それ以外が無機栄養素を保持する。土壌のpHによってはカルシウムイオン、マグネシウムイオン、カリウムイオンなどを保持する。また、カルボキシル基は銅イオン、亜鉛イオンなどの微量必須栄養素とも安定な錯体を形成する。造岩鉱物から無機栄養素は溶出され、その大部分は腐植物質によって保持されていると考えられている。
フルボ酸の一部は土の間隙水に溶存する。溶存フルボ酸の金属錯体は土壌から植物への必須栄養素の運搬に関わっていると考えられている。この錯体はたいてい、負電荷を負う。このため、同じく負電荷の土壌鉱物やケイ酸塩と反発し、保持した金属は吸着されない。やがて土壌を浸透して河川や海へと流れ出す。
フルボ酸の鉄錯体は生態系、特に近海の生態系にとって重要な鉄の運搬者であると考えられている。

## 供給源
土壌有機物の最大の供給源は植物である。植物の根は様々な高分子や低分子の有機物を分泌している。また、植物の小片（根毛や根の脱落細胞など）はそのままで土壌有機物に数えられる。植物の小片や死骸は種々の生物により別の有機物や無機物へと分解・変換され、土壌へと放出される。植物の死骸が炭となった木炭も土壌有機物である。
土壌中の微生物や小動物もまたそれ自体が土壌有機物であり、かつ、土壌有機物の主要な生産者である。これら生物は互いを捕食したり、死骸を食したりして食物連鎖の系を形成する。この食物連鎖系が土壌有機物の安定的で恒常的な供給網となる。
大型の生きた動物はそれ自体で土壌有機物に数えられないが、供給源となる。生きた動物の代謝産物と死んだ動物の分解産物は土壌へと放出され、土壌有機物となる。また、動物の移動は土壌有機物の拡散を可能にする。例えば、ミミズ、アリ、ムカデなどは土壌有機物の水平および垂直方向の移動に寄与する。

### 植物残渣
自然環境中の植物残渣の大部分において含水率は60-90%である。水分を除くと、その乾燥重量のほとんどは炭素、酸素、水素で占められている。このほか、窒素、リン、カリウム、カルシウム、マグネシウム、微量要素といった、植物の生育に重要な栄養素も含んでいる。
植物残渣の有機物には以下の物質が含まれている。
- 炭水化物
  - セルロース、ヘミセルロースなど。
- グリセリン脂肪酸エステルで構成された脂質
  - 酪酸、ステアリン酸、オレイン酸など
- リグニン
  - 難分解性
- タンパク質
  - 窒素を多量に含む。また、硫黄、鉄、カリウムの少量の供給源となる[13]。
- 木炭
  - 炭素のみで構成されている。難分解性。

## 土壌有機物の無機化と腐植化
有機物が土壌に供給されたとき、その有機物の各構成有機物には二種類の運命がある。一つはより小さな分子量の有機物に分解されてゆき、最終的に無機物に変換される経路である。この経路を無機化（mineralization）と呼ぶ。この無機物の大部分は栄養素となり、植物か微生物に利用される。もう一つの運命は、土壌有機物が無機化されずに、より高分子量の有機物である腐植質に変換される腐植化である。

### 過程
土壌有機物は微生物により様々な種類の化学作用を受け、最終的に無機化か腐植化される。微生物作用の形式は以下の3つに分類される。
- 酵素的酸化 - 分解産物として二酸化炭素と水が生じ、熱が発生する。
- 特異的な反応による窒素、リン、硫黄の無機化
- 腐植質の形成 - 微生物によって分解されることが難しい物質は完全に無機化しない。微生物による他の有機化合物への変換と合成を経て腐植質となる[13]。

上記作用を受け、粗大有機物は土壌有機物に、土壌有機物は無機物または腐植になる。その変質の過程は以下の通りである。
粗大有機物は土壌動物や微生物に接触され、細片化させられて土壌有機物になる。細菌や糸状菌は菌体外酵素を分泌して土壌有機物を加水分解する。加水分解の標的は細胞壁の多糖類であり、これは植物残渣や微生物死骸を構成している。多糖類のセルロース、ペクチン、キシランは分解されて単糖、それぞれグルコース、ガラクツロン酸、キシロースになる。これら単糖に加え、分解産物にはウロン酸も含まれる。
この単糖化は細菌や糸状菌による死骸細胞の穿孔、および死骸組織への侵入を助け、死骸の分解は加速される。こうなると死骸中の可溶性画分は速やかに土壌へと放出され、直ちに微生物に利用される。特に、カリウムイオンやカルシウムイオンなどの無機イオンの放出は直ちに起こる。
タンパク質は菌体外酵素によって分解され、アミノ酸になる。アミノ酸の大部分は微生物か植物に吸収される。残りには、菌体外酵素によって加水分解されるものがあり、こうなるとアンモニウムイオンと有機酸になる。土壌中に遊離するアミノ酸は数10 µmol/kgしかない。
無機化の最終産物を以下の表に示す。
| 元素   | 無機化の最終産物                                                            |
| ------ | --------------------------------------------------------------------------- |
| 炭素   | {\displaystyle {\ce {CO2, CO3^{2-}, HCO3^{-}, CH4, C}}}                     |
| 窒素   | {\displaystyle {\ce {NH4^+, NO2^{-}, NO3^{-}, N2}}} (gas)                   |
| 硫黄   | {\displaystyle {\ce {S, H2S, SO3^{2-}, SO4^{2-}, CS2}}}                     |
| リン   | {\displaystyle {\ce {H2PO4^{-}, HPO4^{2-}}}}                                |
| その他 | {\displaystyle {\ce {H2O, O2, H2, H+, OH^{-}, K+, Ca^{2+}, Mg^{2+},}}} etc. |

### 分解速度
土壌有機物の分解速度はその種類や環境条件により異なる。種類によっては、以下の順番で分解速度は大きい。
1. 糖類、デンプン、アミノ酸やペプチド（分子量が小さなタンパク質）
2. タンパク質
3. ヘミセルロース
4. セルロース
5. リグニン、脂質

培養槽の液体培地の場合と比べて、たとえ等量の栄養素があろうとも、土壌内の有機物の変質速度は一般に遅い。土壌中には微細な鉱物粒子の集合体があり、その孔隙や内部に有機物が入り込むと、微生物等の酵素はそれを分解できなくなる。アンモニウムイオンといった低分子栄養素の場合、土壌粒子の表面に吸着され、微生物細胞に取り込まれにくくなる。これら土壌粒子による立体障害と吸着作用により、変質速度は制限され、土壌有機物の集積は促進される。
同じ土壌内であっても、添加から無機化されるまでの滞留時間は、リグニン単体よりも土壌有機物で長い。リグニンは、土壌有機物の構成要素の中で最も難分解性の一つである。土壌有機物は、土壌粒子とキレート結合していることが示唆されており、この化学的吸着が土壌有機物に特異的な難分解性を与えていると考えられている。有機物への吸着度合いが大きい土壌では、小さい土壌よりも土壌有機物の滞留時間は長い。

### 影響因子
土壌有機物の無機化と腐植化は様々な要素から影響を受ける。
温度
土壌有機物に対する微生物の活性は土壌温度に影響される。一般的に、土壌温度が高くなると無機化と腐植化は促進され、低くなると抑制される。微生物活性への温度影響は、アレニウスの法則を基に指標化されている。
水分
土壌水分は微生物叢の支配要因の一つである。水分と腐植含量が高い土壌（湿地統土壌）と低い土壌（乾燥統土壌）を比較すると、少しの例外を除いて湿地統土壌で土壌有機物の分解速度はより大きい。例外の一つは、セルロースの分解が火山灰土や重粘土の乾燥統土壌で速いことである。この原因はある種のカビの分解作用によるものである。
給水
田畑に水を与えると一時的に土壌微生物が活発化し、土壌有機物の分解が促進される。これは、土壌の酸化還元電位（Eh）が低下するためである。給水からその後、分解がどの程度まで進行するか、分解産物として何が生成されるかは土壌中の易分解性有機物と酸化剤（O2、NO3、Mn(IV)、Fe(III)）の種類と濃度で決まる。また、有機態窒素の分解過程は温度依存性である。給水時の易分解性有機物と酸化剤を定量した後に給水後の温度の経時変化を観測することで、有機態窒素の分解スケジュールを推測できる。
乾燥再湿潤
極端な乾燥の後に十分に湿潤させると土壌有機物の分解は加速する。この加速効果は物理的な団粒構造の破壊で得られるものと同様である。酒井らによると、５日周期で乾燥と再湿潤を繰り返した土壌では、湿潤であり続けた土壌よりも4カ月後の有機物の分解量は3倍だった。
土性
特定の気候において、植生が類似した土壌では土壌有機物量と、粘土または粘土+シルトの含量に高い相関が見られることがある。しかし、同じ地域の類似の土壌でも相関性が見られないなど、土壌有機物量と土壌鉱物粒子量との関係は単純でない。
地形
森林では地面の傾きが大きければ落葉量と土壌呼吸量が空間的に不均一となる。更に、落葉の堆積量が異なると落葉の堆積層の含水率も異なるようになり、土壌呼吸量は時間的・空間的に変動する。日本にはこのような斜面林が多く見られる。

## 土壌有機物の集積
土壌有機物の集積は、有機物の供給（落枝、落葉、遺骸など）と土壌有機物の無機化・腐植化が同時並行で繰り返された結果である。土壌有機物の供給と消費の同時並行、およびそれによる土壌有機物の差し引き蓄積量を “turnover of soil organic matter" または “a flux of organic matter” という。土壌環境と土壌管理が一定ならば土壌有機物の含量は一定の値に近づき、平衡に達すると考えられている。土壌有機物の集積は日本の農耕土壌と自然土壌で数式化されている。
土壌有機物の構成は非常に多様であると考えられていた。近年、微生物の作用により一部の土壌有機物は微生物由来のものに徐々に置き換わりながら、一部のアミノ酸組成や構成成分が似た物質へと収斂していく可能性が示唆されている。